# Robert Lewandowski
Robert „Lewy“ Lewandowski (* 21. August 1988 in Warschau) ist ein polnischer Fußballspieler. Der Stürmer steht beim FC Barcelona unter Vertrag und war von 2014 bis 2025 Kapitän der polnischen A-Nationalmannschaft, deren Rekordspieler und -schütze er ist. Lewandowski gilt als einer der besten Stürmer seiner Generation.
2020 und 2021 wurde er als FIFA-Weltfußballer des Jahres ausgezeichnet; zudem wurde er 2020 UEFA-Spieler des Jahres („Europas Fußballer des Jahres“). Gemessen an den erzielten Toren ist Lewandowski der zweitbeste Torschütze in der Geschichte der Bundesliga und der drittbeste Torschütze in der Geschichte der UEFA Champions League. In der Bundesligasaison 2020/21 erzielte er 41 Tore und übertraf damit die bisherige Bestmarke von Gerd Müller aus der Saison 1971/72 um ein Tor. Lewandowski ist neben Johan Cruyff der einzige Spieler, der das „Große“ Triple (Meisterschaft, nationaler Pokal und Champions League) gewann und dabei in allen Wettbewerben Torschützenkönig wurde. 2020 und 2021 gewann er den Goldenen Schuh der UEFA.

## Karriere

### Beginn in Polen

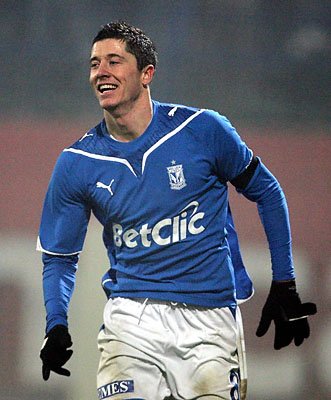
Lewandowski im Trikot von Lech Posen (2009)

Lewandowski stammt aus einer sportlich aktiven Familie. Sein Vater Krzysztof war Junioren-Europameister im Judo, seine Mutter Iwona spielte in der höchsten polnischen Volleyball-Liga. Beide studierten Sport und waren nach ihrer aktiven Karriere als Sportlehrer tätig.
Robert Lewandowski begann mit acht Jahren im masowischen Leszno in der Nähe von Warschau bei Partyzant Leszno mit dem Fußballspielen und war anschließend sieben Jahre in der Jugendabteilung von Varsovia Warschau aktiv. 2004 weckte er das Interesse von Legia Warschau und wechselte im Januar 2005 zum Viertligisten Delta Warschau, der ein Farmteam von Legia Warschau darstellte. Dort schoss er in der Rückrunde 5 Tore und wechselte im Sommer 2005 offiziell zu Legia, für dessen zweite Mannschaft er in der 2. Liga zum Einsatz kam, jedoch aufgrund einer Verletzung einen großen Teil der Saison verpasste, woraufhin sein Vertrag bei Legia nicht verlängert wurde. Deshalb wechselte er 2006 zum Drittligisten Znicz Pruszków, bei dem er in seiner ersten Saison mit 15 Toren Torschützenkönig wurde und mit ihm aufstieg. In der Saison 2007/08 erzielte er in 32 Spielen 21 Tore und wurde Torschützenkönig der 2. Liga.
Aufgrund seiner guten Leistungen in der 2. Liga war Legia Warschau an einer Rückkehr von Lewandowski interessiert, jedoch entschied sich der Verein letztlich gegen den Transfer, da ihn der Sportdirektor für physisch zu schwach befand. Am 18. Juni 2008 unterschrieb Lewandowski einen Vierjahresvertrag beim Erstligisten Lech Posen. Im Qualifikationsspiel zur Teilnahme am UEFA-Pokal am 17. Juli 2008, beim 1:0-Hinspielsieg beim aserbaidschanischen Meister Chazar Lenkoran, erzielte er sein erstes Tor in einem internationalen Vereinswettbewerb. Am 8. August 2008 (1. Spieltag) erzielte er bei der 2:3-Niederlage im Heimspiel gegen GKS Bełchatów mit dem Treffer zum 2:1 in der 67. Minute sein erstes Erstligator.
Im Dezember 2008 wurde Lewandowski zum „Newcomer des Jahres“ in Polen gewählt. Am 19. Mai 2009 gewann er mit Lech Posen den Polnischen Pokal mit einem 1:0 im Finale gegen Ruch Chorzów. Nach der Saison wurde er zur „Neuentdeckung der Saison“ 2008/09 gekürt. Am 25. Juli 2009 gewann er nach dem 4:3-Sieg im Elfmeterschießen gegen Wisła Krakau auch den Supercup, seinen zweiten Titel innerhalb eines Jahres. Im Dezember 2009 wurde er für die Wahl zu „Polens Fußballer des Jahres“ nominiert, unterlag aber seinem Namensvetter Mariusz Lewandowski.

### Borussia Dortmund

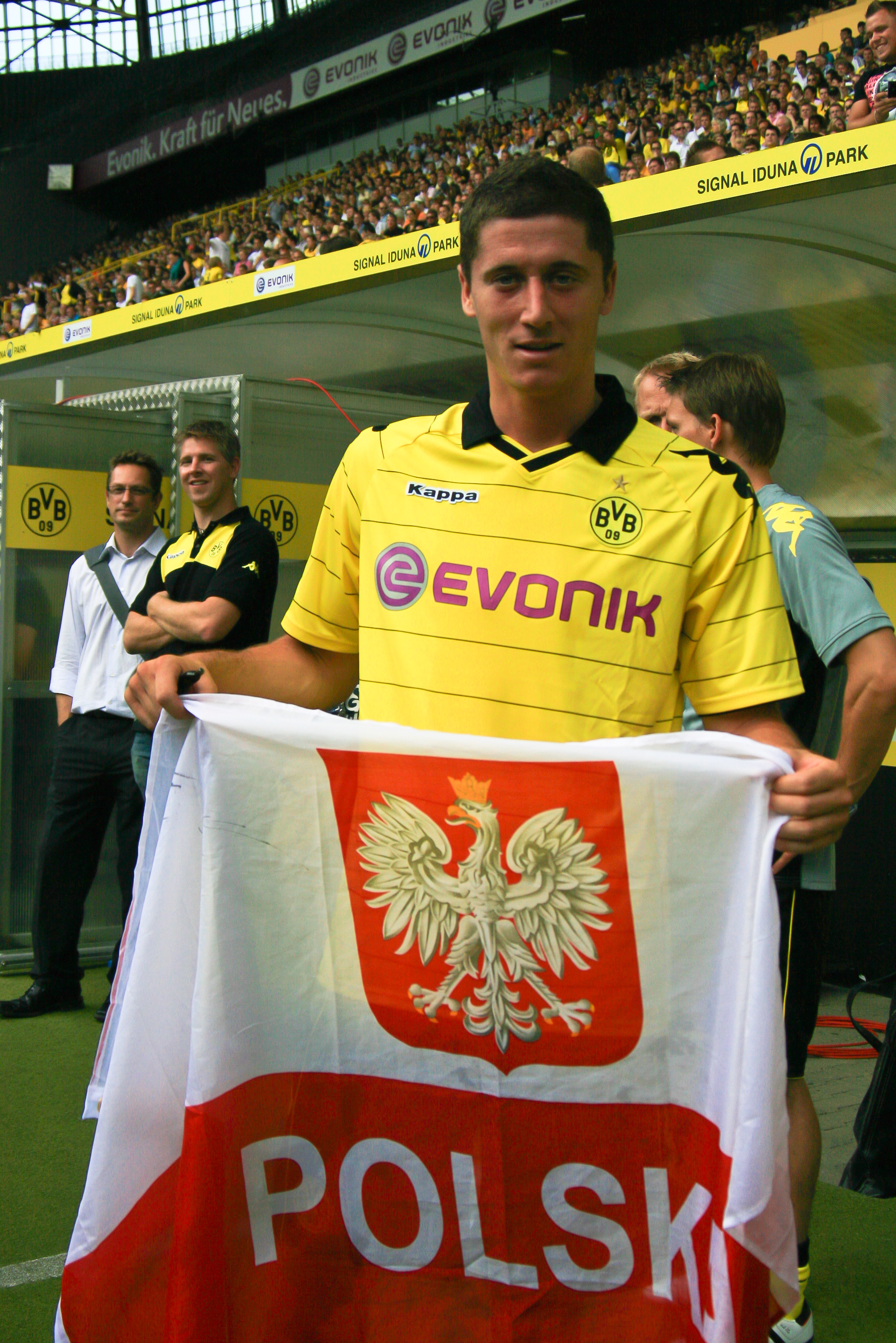
Lewandowski im Trikot von Borussia Dortmund (2010)

In der Sommerpause 2010 wechselte Lewandowski zum deutschen Bundesligisten Borussia Dortmund, bei dem er einen bis zum 30. Juni 2014 datierten Vertrag unterschrieb. Am 22. August 2010 (1. Spieltag) debütierte er bei der 0:2-Niederlage im Heimspiel gegen Bayer 04 Leverkusen, als er in der 63. Minute für Sebastian Kehl eingewechselt wurde. Sein erstes Bundesligator erzielte Lewandowski am 19. September 2010 (4. Spieltag) beim 3:1-Sieg im Auswärtsspiel gegen den FC Schalke 04. Das erste Pflichtspiel in der Startaufstellung bestritt er am 2. Dezember 2010 in der Europa League, als er den verletzten Lucas Barrios ersetzte. In seiner ersten Saison absolvierte er 33 von 34 Bundesligaspielen und trug mit acht Toren zur Meisterschaft bei. Lewandowski kam überwiegend als Einwechselspieler zum Einsatz und war der beste Joker der Bundesligasaison.
In der Saison 2011/12 profitierte er vom verletzungsbedingten Ausfall von Lucas Barrios und bestritt alle Ligaspiele bis zur Winterpause von Beginn an. Mit Borussia Dortmund gewann er 2012 erneut die Meisterschaft, wurde mit 22 Toren drittbester Torschütze und löste Jan Furtok als bislang besten polnischen Torschützen einer Bundesligasaison – Zweiter mit 20 Toren 1990/91 – ab.
Am 12. Mai 2012 erzielte Lewandowski im DFB-Pokalfinale beim 5:2-Sieg gegen den FC Bayern München drei Tore und verhalf dem BVB zu seinem ersten und bis heute einzigen Double. Am 24. April 2013 erzielte er im Halbfinal-Hinspiel der Champions League beim 4:1-Sieg gegen Real Madrid alle Tore für Borussia Dortmund; es waren die meisten Tore, die ein Spieler bis dahin in einem Halbfinale des Wettbewerbs erzielt hatte. Damit ebnete er dem BVB den Weg ins Finale, das am 25. Mai 2013 im Londoner Wembley-Stadion gegen den FC Bayern München mit 1:2 verloren wurde.
Am Saisonende 2013/14 wurde Lewandowski mit 20 Toren erstmals Torschützenkönig der Bundesliga.

### FC Bayern München

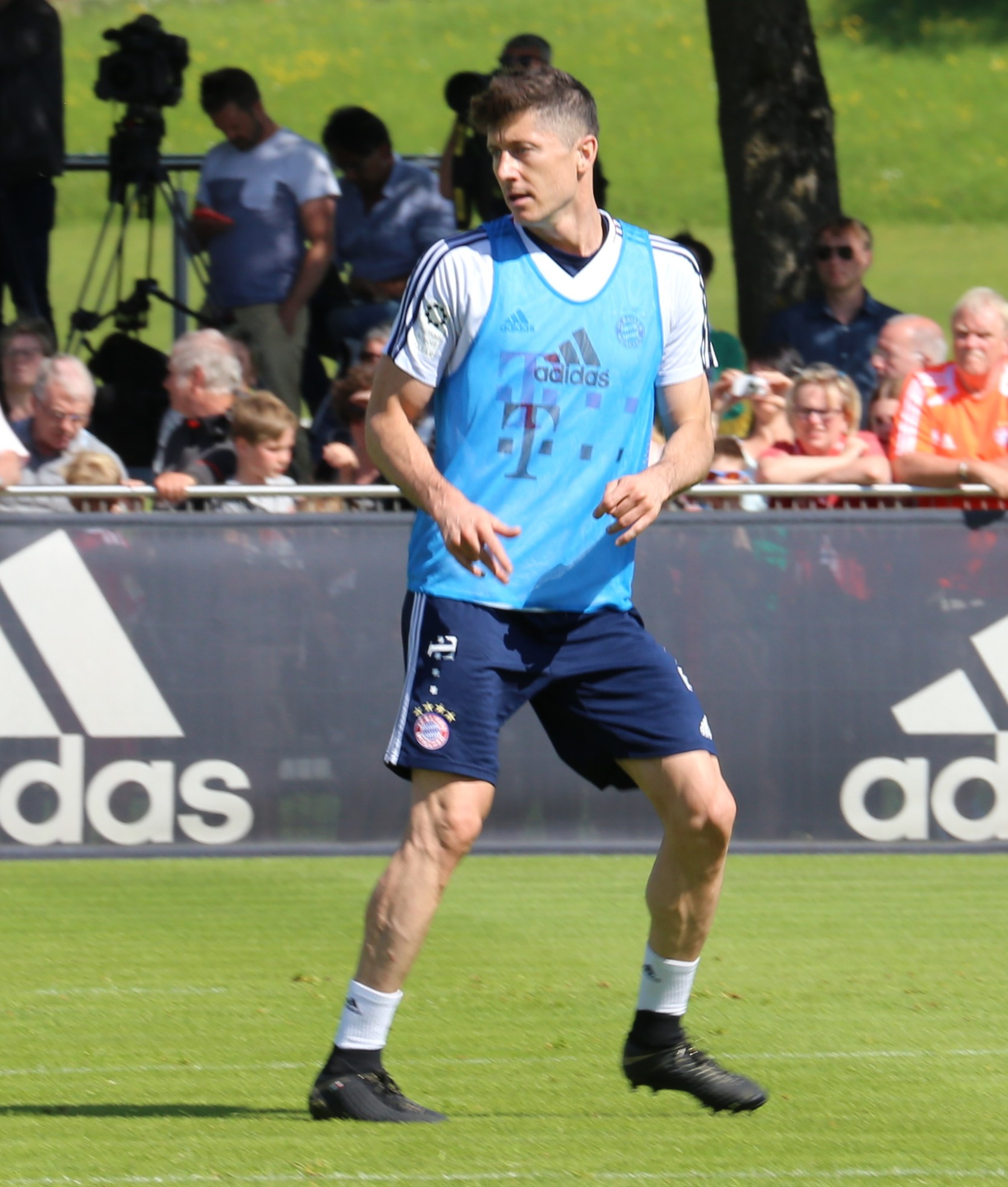
Lewandowski beim Training auf dem Gelände des FC Bayern München (2018)

Zur Saison 2014/15 wechselte Lewandowski ablösefrei zum FC Bayern München, der ihn am 4. Januar 2014 mit einem bis zum 30. Juni 2019 laufenden Vertrag ausstattete. Sein erstes Pflichtspiel für den FCB absolvierte er bei der 0:2-Niederlage am 13. August 2014 im Spiel um den DFL-Supercup gegen den BVB, seinen ehemaligen Verein.
Sein Bundesligadebüt für den FCB gab er am 22. August 2014 (1. Spieltag) beim 2:1-Heimsieg gegen den VfL Wolfsburg. Sein erstes Bundesligator für den FC Bayern erzielte er am 30. August 2014, dem 2. Spieltag, beim 1:1 im Auswärtsspiel gegen den FC Schalke 04 mit dem Führungstreffer in der 10. Minute. 2015 gewann er mit der Mannschaft die deutsche Meisterschaft.
Am 22. September 2015 erzielte er beim 5:1-Heimsieg gegen den VfL Wolfsburg als erster Einwechselspieler in der Bundesliga fünf Tore. Innerhalb von acht Minuten und 59 Sekunden drehte er das Spiel nach der 1:0-Führung der Wolfsburger zugunsten des FC Bayern München. In nur drei Minuten und 22 Sekunden erzielte er dabei den bisher schnellsten Hattrick in der Bundesliga und auch die Zeiträume für die erzielten vier bzw. fünf Tore sind Rekord. Er ist der 14. Spieler, der fünf Treffer in einem Bundesligaspiel erzielte, und es war der 16. so genannte „Fünferpack“ der Liga. Sein fünfter Treffer per Seitfallzieher wurde zum Tor des Monats gewählt.
Am folgenden Spieltag, am 26. September 2015, erzielte Lewandowski im Spiel gegen Mainz 05 mit dem Treffer zum 1:0 sein 100. Bundesligator und mit dem 2:0 beim 3:0-Auswärtssieg sein zehntes Saisontor. Zuvor hatte nur Gerd Müller in der Bundesliga nach sieben Spieltagen eine zweistellige Trefferzahl erzielt. Am 4. Oktober 2015 erzielte er beim 5:1-Sieg gegen seinen ehemaligen Verein Borussia Dortmund zwei Tore und stellte mit zwölf Toren in den ersten acht Bundesligaspielen den Rekord von Christian Müller (1964/65) und Gerd Müller (1968/69) ein. Mit neun Treffern in drei aufeinanderfolgenden Bundesligaspielen stellte er einen weiteren Rekord auf. Nach dem 21. Spieltag der Saison hatte er 21 Tore erzielt, die meisten seit Gerd Müller in der Saison 1972/73 sowie eines mehr als in seiner gesamten Saison 2013/14, in der er Bundesliga-Torschützenkönig wurde. Am Saisonende 2015/16 wurde Lewandowski mit 30 Toren zum zweiten Mal Torschützenkönig. Er ist der sechste Spieler, der 30 oder mehr Tore in einer Bundesligasaison erzielt hat. In der Saison 2016/17 gelangen ihm erneut 30 Tore. Er ist nach Gerd Müller der zweite Spieler der Bundesligageschichte, der in zwei Saisons jeweils 30 Tore oder mehr erzielte. Im Juli 2017 wurde Lewandowski vom Fußballmagazin 11 Freunde als bester Spieler der Bundesligasaison 2016/17 ausgezeichnet.
Am 13. Dezember 2016 verlängerte er seine Vertragslaufzeit vorzeitig bis 2021. Durch den Vertrag, der ihm ein jährliches Grundgehalt von 15 Millionen Euro zusicherte, wurde Lewandowski in jener Zeit zum bestbezahlten Spieler der Bundesliga. Der Vertrag beinhaltete zudem Titel- und Leistungsprämien in Höhe von sieben Millionen Euro.

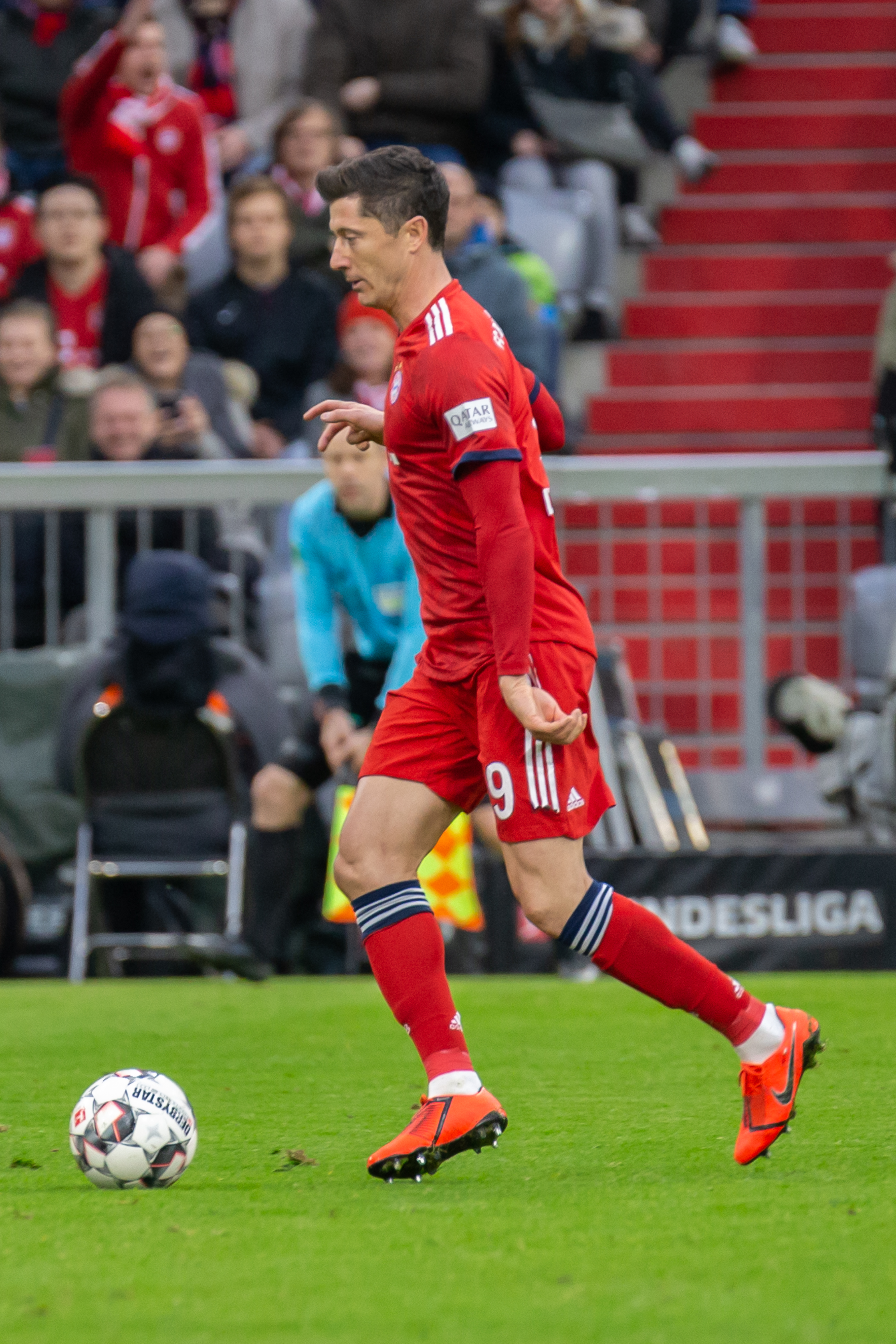
Lewandowski im Trikot des FC Bayern München (2019)

Seinem Strafstoßtor zum 3:0 in der 53. Minute beim 3:1-Sieg zum Saisonauftakt 2017/18 im Heimspiel gegen Bayer 04 Leverkusen ging erstmals ein Eingriff des Video-Assistenten voraus, nachdem Lewandowski von Charles Aránguiz gefoult worden war. Schiedsrichter Tobias Stieler entschied nach Rücksprache mit Video-Assistent Jochen Drees auf Elfmeter. Am 10. März 2018 traf er dreimal im Bundesligaspiel gegen den Hamburger SV (6:0) und erzielte mit seinem dritten Tor seinen 100. Bundesligatreffer für die Münchner. Am 6. April 2019 erzielte Lewandowski zwei Tore gegen seine frühere Mannschaft aus Dortmund (Endstand 5:0). Das erste von beiden war sein insgesamt 200. Bundesligatreffer.
In der Saison 2019/20 erzielte er in den ersten elf Bundesligaspielen jeweils mindestens ein Tor und stellte damit einen neuen Rekord auf. Am 10. Spieltag dieser Saison absolvierte Lewandowski beim 1:5 in Frankfurt am Main sein 300. Bundesligaspiel. Beim 6:0-Auswärtssieg in Belgrad im vorletzten Champions-League-Gruppenspiel traf er innerhalb von 15 Minuten viermal und erzielte damit den schnellsten Viererpack in der Geschichte der Champions League. In derselben Saison zog er sich einen Anbruch der Schienbeinkante am linken Kniegelenk zu.
Am Ende der Saison sicherte er sich mit 34 Treffern zum fünften Mal die Torjägerkanone der Bundesliga – nur Gerd Müller (sieben) gelang dies öfter. Mehr als 34 Treffer in einer Saison gelangen ebenfalls nur Gerd Müller (dreimal; Dieter Müller erreichte ebenfalls 34). Im Finale des DFB-Pokal 2019/20 gewann er seinen vierten Titel und wurde zum fünften Mal Torschützenkönig dieses Wettbewerbs. Damit stellte er einen neuen Rekord auf. In der Saison 2019/20 landete er mit 34 Toren auf Rang 2 der erfolgreichsten Torschützen der fünf großen europäischen Ligen, hinter dem Italiener Ciro Immobile (36 Tore). Außerdem wurde er mit 15 Toren in elf Spielen Torschützenkönig der UEFA Champions League 2019/20, die er zudem mit dem FC Bayern München gewann, wodurch das Triple gewonnen wurde. Somit durchbrach Lewandowski in der Champions League die Dominanz von Lionel Messi und Cristiano Ronaldo, von denen zwischen 2008 und 2019 stets einer Torschützenkönig wurde (2015 beide gemeinsam mit Neymar).
Zum Saisonauftakt der Saison 2020/21 traf er beim 8:0-Sieg gegen den FC Schalke 04 im zehnten Bundesligaspiel in Folge gegen diesen Gegner, womit er eine neue Bestmarke aufstellte. Für seine Leistungen wurde Lewandowski im Oktober 2020 von der UEFA zum UEFA-Spieler des Jahres („Europas Fußballer des Jahres“) gewählt. Er ist damit nach Gerd Müller (Ballon d’Or 1970), Franz Beckenbauer (Ballon d’Or 1972 und 1976), Karl-Heinz Rummenigge (Ballon d’Or 1980 und 1981) und Franck Ribéry (UEFA-Spieler des Jahres 2013) der 5. Spieler des FC Bayern sowie zusätzlich nach Kevin Keegan vom Hamburger SV (Ballon d’Or 1978 und 1979) und Matthias Sammer von Borussia Dortmund (Ballon d’Or 1996) der 7. Bundesligaspieler, der als bester Spieler Europas ausgezeichnet wurde. Beim 4:3-Erfolg gegen Hertha BSC erzielte er mit dem 1:0-Treffer sein 100. Bundesligator für den FCB in der Allianz Arena und mit dem dritten seiner vier Treffer legte er sein 250. Pflichtspieltor (im 294. Einsatz) für die Münchner nach. Am darauffolgenden Bundesliga-Spieltag gegen Eintracht Frankfurt (5:0) erzielte er einen Dreierpack, was ihn zur Rekordstartmarke von zehn Treffern innerhalb der ersten fünf Saisonspiele brachte. Bei der 1:1-Punkteteilung beim 1. FC Union Berlin am 12. Dezember 2020 erzielte er sein 175. Bundesligator in seinem 200. ebensolchen Spiel für seinen Club. Am darauffolgenden Spieltag beim 2:1-Heimerfolg gegen den VfL Wolfsburg gelangen Lewandowski seine Bundesligatore 250 und 251 im 332. Einsatz. Einen Tag später wurde der 32-Jährige als FIFA-Weltfußballer des Jahres ausgezeichnet, während der Ballon d’Or von France Football in diesem Jahr nicht vergeben wurde. Am 16. Spieltag erzielte Lewandowski in seinem 15. Saisoneinsatz sein 21. Saisontor, womit er den Rekord von Gerd Müller brach, der in der Hinrunde der Saison 1968/69 20-mal getroffen hatte. Am 17. Spieltag baute er den Rekord auf 22 Tore aus. Beim 4:1-CL-Auswärtserfolg gegen Lazio Rom erzielte er den ersten Treffer der Partie und wurde so mit 72 Toren Dritter der Ewigen Torschützenliste der Champions League vor Raúl (71). Beim 3:1-Auswärtssieg am 13. März 2021 gegen den SV Werder Bremen gelang ihm sein 268. Treffer (3:0), was der geteilte 2. Platz in der ewigen Torschützenliste der Bundesliga bedeutet (gemeinsam mit Klaus Fischer). Beim darauffolgenden 4:0-Heimerfolg gegen den VfB Stuttgart erzielte Lewandowski in der ersten Halbzeit einen Hattrick in Unterzahl, was zuvor nur Ulf Kirsten je gelang, womit er alleiniger Zweiter wurde und nur noch Gerd Müller (365) vor sich hat. Vor dem 27. Spieltag zog sich Lewandowski, der zu diesem Zeitpunkt bei 35 Saisontoren stand, eine Bänderdehnung im rechten Knie zu und musste vier Spieltage aussetzen. Am vorletzten Spieltag egalisierte er den in der Saison 1971/72 von Gerd Müller aufgestellten Rekord von 40 Toren in einer Spielzeit. Am letzten Spieltag erzielte er sein 41. Tor in seinem 29. Bundesligaspiel der Saison (17.885 Tage nach Müllers Rekord) und wurde damit zum Rekordhalter bei der Anzahl der erzielten Tore in einer Saison der Fußball-Bundesliga. Acht seiner 41 Tore erzielte er per Elfmeter. Müller schoss seine 40 Tore in 34 Partien ausschließlich aus dem Spiel heraus.
Am 3. Spieltag der Saison 2021/22 erzielte er drei Tore gegen Hertha BSC, der zweite Treffer war das insgesamt 300. Pflichtspieltor im 333. Spiel für den FC Bayern. Dazu traf er im zwölften Bundesligaheimspiel in Folge und stellte damit den Rekord von Gerd Müller und Jupp Heynckes ein. Beim darauffolgenden Heimspiel gegen den VfL Bochum traf er erneut und wurde zum alleinigen Rekordhalter. Zudem traf er bis zu diesem Spiel in 19 Pflichtspielen nacheinander, womit er eine weitere Bestmarke in Deutschland aufstellte. Am 2. November 2021 in seinem 100. CL-Spiel gegen Benfica Lissabon (5:2) erzielte er drei Tore (insgesamt 81 Treffer), ebenfalls verschoss er mit seinem 15. Elfmeter im Wettbewerb erstmals einen Strafstoß. Ende November 2021 landete Lewandowski beim Ballon d’Or 2021 hinter Lionel Messi auf dem 2. Platz. France Football ehrte ihn jedoch für seine 53 Pflichtspieltore beim FC Bayern und 11 Tore in der Nationalmannschaft als Torjäger des Jahres; dieser Preis war kurzfristig neu eingeführt worden. Beim 3:2-Auswärtserfolg am 14. Spieltag in Dortmund erzielte er seine Bundesliga-Auswärtstore 117 und 118, damit zog er an Klaus Fischer vorbei und ist nun Rekordhalter. Am 14. Dezember 2021 stellte er mit zwei Treffern gegen VfB Stuttgart den Rekord von Gerd Müller mit den meisten Bundesligatoren (42) in einem Jahr ein. Drei Tage später traf er gegen den VfL Wolfsburg erneut und hält mit 43 Toren den alleinigen Rekord. Am 15. Januar 2022 erzielte er durch einen Dreierpack gegen den 1. FC Köln seinen 300. Bundesligatreffer. Bei der Wahl zum FIFA-Weltfußballer des Jahres 2021 konnte er seinen Titel vor Messi verteidigen. Am 30. April 2022 gelang es ihm nach einem Tor in Mainz als erstem Spieler 18 Auswärtstore innerhalb einer Bundesligasaison zu erzielen. In dieser Saison wurde er zum fünften Mal nacheinander und zum siebten Mal insgesamt Torschützenkönig der Bundesliga, damit zog er mit Gerd Müller gleich. In 375 Pflichtspielen erzielte er 344 Tore, nur Gerd Müller traf öfter für den Verein.
Sein Vertrag beim FC Bayern München lief bis 2023.

### FC Barcelona
Zur Saison 2022/23 wechselte Lewandowski für eine Ablösesumme in Höhe von 45 Millionen Euro, die sich durch Bonuszahlungen um bis zu 5 Millionen Euro erhöhen kann, in die spanische Primera División zum FC Barcelona. Er unterschrieb einen Vertrag bis zum 30. Juni 2026, der eine Ausstiegsklausel in Höhe von 500 Millionen Euro enthält. Dem Wechsel war ein mehrere Monate andauernder Streit mit den Funktionären des FC Bayern München vorausgegangen, die von Lewandowski wiederholt die Erfüllung seiner vertraglichen Pflichten bis zum Jahr 2023 gefordert hatten, nachdem Lewandowski durch mehrere Wortmeldungen seinen Wechselwunsch unterstrichen hatte. Der Spieler selbst erklärte seinen Wechsel damit, dass seine „Geschichte beim FC Bayern München“ ein Ende gefunden habe. Er erzielte in der Liga in den ersten vier Spielen fünf Tore. Anschließend traf Lewandowski in seinem ersten Champions-League-Spiel für Barça dreifach und wurde somit zum ersten Spieler der Wettbewerbsgeschichte, der für drei Vereine einen „Dreierpack“ erzielte. Lewandowski wurde in seiner ersten Saison in Spanien Meister und gewann als Torschützenkönig mit 23 Treffern, der niedrigsten Trefferzahl des besten Torjägers der Liga seit 21 Jahren, die Pichichi-Trophäe.
In der Ligaphase der Champions League 2024/25 beim 3:0-Sieg über Stade Brest erzielte Lewandowski seine Tore Nummer 100 – per Strafstoß – und 101 in diesem Wettbewerb. Zuvor gelang dies nur Cristiano Ronaldo (140) und Lionel Messi (129).

### Nationalmannschaft

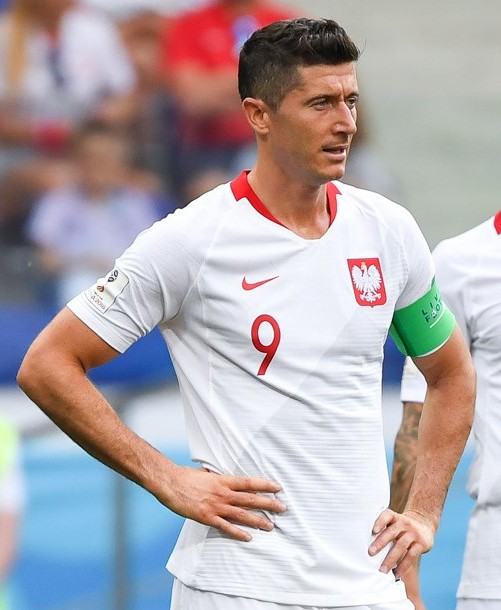
Lewandowski im Trikot der Nationalmannschaft (2018)

Lewandowski debütierte am 10. September 2008 in der A-Nationalmannschaft, die in Serravalle im WM-Qualifikationsspiel mit 2:0 gegen San Marino gewann. Mit dem Treffer zum 2:0 in der 67. Minute erzielte er sein erstes Länderspieltor. Im Eröffnungsspiel der Europameisterschaft 2012 am 8. Juni in Warschau erzielte er beim 1:1 gegen Griechenland das erste Turniertor. Seit Dezember 2014 ist er Kapitän der Nationalmannschaft; er folgte seinem früheren Dortmunder Kollegen Jakub Błaszczykowski nach.
Im EM-Qualifikationsspiel gegen die Auswahl Georgiens am 13. Juni 2015 erzielte er einen Hattrick innerhalb von exakt vier Minuten, den bisher schnellsten Hattrick der EM-Qualifikationsgeschichte. Insgesamt schoss er in 10 Qualifikationsspielen 13 Tore, womit er den Rekord von David Healy in diesem Wettbewerb einstellte. Er verhalf Polen damit zur direkten Qualifikation für die EM 2016 in Frankreich.
Am 12. Mai 2016 nominierte ihn Nationaltrainer Adam Nawałka für den Kader für die Europameisterschaft 2016. Er war Kapitän und kam in allen Spielen der Polen von Beginn an zum Einsatz; in der Viertelfinalpartie gegen den späteren Europameister Portugal erzielte er sein einziges Tor. Wie schon das Achtelfinale gegen das Team der Schweiz (5:4 i.E) wurde auch diese Partie im Elfmeterschießen entschieden; beide Male trat er als erster Schütze für Polen an und war erfolgreich. Dennoch schied das Team gegen Portugal (3:5 i.E) aus.
Am 5. Oktober 2017 erzielte er in seinem 90. Länderspiel, dem WM-Qualifikationsspiel gegen Armenien, das mit 6:1 gewonnen wurde, sein 50. Länderspieltor. In dem Spiel erzielte er drei Tore; mit dem ersten stellte er den 37 Jahre alten polnischen Rekord von Włodzimierz Lubański ein, und mit dem zweiten wurde er alleiniger polnischer Rekordtorschütze.
Bei der Weltmeisterschaft 2018 in Russland gehörte er zum polnischen Aufgebot. Er wurde in allen Gruppenspielen über die volle Spielzeit eingesetzt, blieb aber ohne Torerfolg und schied mit der Mannschaft nach der Gruppenphase aus.
Bei der Europameisterschaft 2021 kam er in allen drei Spielen zum Einsatz und erzielte drei Tore für die polnische Mannschaft, was ihn zum alleinigen Rekordtorschützen Polens bei Europameisterschaften macht. Trotzdem schied er mit seinem Team nach der Gruppenphase aus.
Im zweiten Gruppenspiel der Weltmeisterschaft 2022 in Katar gegen Saudi-Arabien erzielte er mit dem Treffer zum 2:0-Endstand in der 82. Minute sein erstes WM-Tor; es war zugleich das 2.600 in der WM-Geschichte. Im Achtelfinale erzielte er Polens Treffer gegen Frankreich, schied jedoch nach 1:3-Niederlage aus.
Am 8. Juni 2025 gab Lewandowski seinen vorläufigen Rücktritt aus der polnischen Nationalmannschaft bekannt. Hintergrund ist, dass der Cheftrainer Michał Probierz Lewandowski zuvor das Kapitänsamt abnahm und stattdessen Piotr Zieliński zum Mannschaftskapitän ernannte. Lewandowski erklärte daraufhin, er werde unter Probierz nicht mehr für die Nationalmannschaft zur Verfügung stehen.
Der Grund für die Absetzung war laut polnischen Medien Lewandowskis schlechtes Verhältnis zur Mannschaft. Auch wurde ihm fehlende Einsatzbereitschaft vorgeworfen, da er für sich in Anspruch nehme, selbst zu entscheiden, in welchen Länderspielen er antrete. Ferner wurde ihm fehlender Respekt gegenüber seinen Mitspielern vorgeworfen. In den polnischen Medien war von einem Machtkampf zwischen Lewandowski und Pobierz die Rede. Vier Tage nach Beginn der Kontroverse trat Probierz unter zunehmenden Druck selbst von seinem Posten zurück, woraufhin Lewandowski nur einen Tag später bekundete, er stehe der Nationalmannschaft zur Verfügung.
Mit 85 Länderspieltoren ist er gegenwärtig (Stand: 8. Juni 2025) der drittbeste Torschütze in der Geschichte europäischer Nationalmannschaften und der siebtbeste weltweit.

## Titel
International
- Champions-League-Sieger: 2020 (FC Bayern München)
- Klub-Weltmeister: 2020 (FC Bayern München)
- UEFA-Super-Cup-Sieger: 2020 (FC Bayern München)

Polen
- Meister: 2010 (Lech Posen)
- Pokalsieger: 2009 (Lech Posen)
- Supercupsieger: 2009 (Lech Posen)

Deutschland
- Meister (10): 2011, 2012 (beide Borussia Dortmund), 2015, 2016, 2017, 2018, 2019, 2020, 2021, 2022 (alle FC Bayern München)
- Pokalsieger (4): 2012 (Borussia Dortmund), 2016, 2019, 2020 (alle FC Bayern München)
- Supercupsieger (6): 2013 (Borussia Dortmund), 2016, 2017, 2018, 2020, 2021 (alle FC Bayern München)

Spanien
- Meister (2): 2023, 2025 (beide FC Barcelona)
- Pokalsieger: 2025 (FC Barcelona)
- Supercupsieger (2): 2023, 2025 (beide FC Barcelona)

## Auszeichnungen
- Komturkreuz des Ordens Polonia Restituta (2021)
- FIFA-Weltfußballer des Jahres: 2020, 2021
- Nominierung für den Ballon d’Or: 2013 (13. Platz), 2015 (4.), 2016 (16.), 2017 (9.), 2021 (2.), 2022 (4.), 2023 (12.)
- UEFA-Spieler des Jahres („Europas Fußballer des Jahres“): 2020
- Weltsportler des Jahres (AIPS): 2020, 2021[75][76]
- IFFHS-Weltfußballer: 2020, 2021
- Europas Sportler des Jahres (PAP): 2020
- Europas Sportler des Jahres (UEPS): 2020, 2021
- Europas Stürmer des Jahres: 2020
- Laureus Exceptional Achievement Award: 2022 (für das Übertreffen des Bundesliga-Torrekords, für eine Saison, von Gerd Müller (40 Tore) in der Saison 2020/21 mit 41 Toren)[77]
- World Soccer Spieler des Jahres: 2020, 2021
- Globe Soccer Award:
  - (Bester Spieler): 2020[78]
  - (TikTok-Fans Spieler des Jahres): 2021
  - (Bester Torjäger des Jahres): 2021[79]
- Golden Player Award (Tuttosport): 2020, 2021[80][81]
- FourFourTwo Spieler des Jahres: 2020, 2021
- Deutschlands Fußballer des Jahres: 2020, 2021
- Gerd-Müller-Trophäe: 2021, 2022
- Torschützenkönig
  - IFFHS Welt-Torjäger: 2015, 2021 (international); 2021 (national); 2020, 2021 (gesamt)
  - Goldener Schuh als bester Torschütze Europas: 2021, 2022
  - Torschützenkönig der UEFA Champions League: 2020
  - Torschützenkönig der Primera Division: 2023
  - Torschützenkönig der Bundesliga: 2014, 2016, 2018, 2019, 2020, 2021, 2022 (Rekord, mit Gerd Müller)
  - Torschützenkönig des DFB-Pokals: 2012, 2017, 2018, 2019, 2020
  - Torschützenkönig der Ekstraklasa: 2010
  - Torschützenkönig in der 2. Liga (Polen): 2008 (mit Znicz Pruszków)
  - Torschützenkönig in der 3. Liga (Polen): 2007 (mit Znicz Pruszków)
  - Torschützenkönig der EM-Qualifikation: 2016
  - Torschützenkönig der WM-Qualifikation: 2018
- Polens Sportler des Jahres: 2015, 2020, 2021
- Polens Fußballer des Jahres: 2011, 2012, 2013, 2014, 2015, 2016, 2017, 2019, 2020, 2021, 2022 (Rekord)
- VDV-Spieler der Saison: 2012/13,[82] 2016/17, 2017/18, 2019/20, 2020/21[83]
- Kicker-Stürmer des Jahres: 2013, 2014, 2015, 2016
- BVB-Spieler der Saison: 2012/13[84]
- UEFA Team of the Year: 2019, 2020
- Wahl in die VDV 11: 2013, 2014, 2015, 2016, 2017, 2018, 2019, 2020, 2020/21, 2021/22
- Bundesliga-Spieler der Saison: 2019/20
- Bundesliga-Feldspieler der Saison 2019/20[85]
- UEFA.com-Topelf der EM-Qualifikation: 2016
- Tor des Monats: September 2013,[86] September 2015,[87] November 2021[88]
- Einstufung als Weltklasse in der Rangliste des deutschen Fußballs (10): Sommer 2013, Winter 2015/16, Sommer 2016, Winter 2016/17, Sommer 2017, Winter 2019/20, Sommer 2020, Winter 2020/21, Sommer 2021, Winter 2021/22
- Spieler des Monats der Fußball-Bundesliga (2): August 2019, Oktober 2020
- Mannschaft des Jahres 2020[89] (als Mitglied des FC Bayern München)
- Goldener Ball bei der FIFA-Klub-Weltmeisterschaft 2020
- Sport-Bild-Star-des-Jahres-Award: 2021
- The Guardian 100 Best Male Footballers In The World (Bester Fußballer): 2020, 2021[90][91]
- kicker Persönlichkeit des Jahres: 2021[92]
- Spieler des Monats der Primera División (3): Oktober 2022, Februar 2024, Oktober 2024
- Golden Foot: 2022[93]

## Privatleben
Seit dem 22. Juni 2013 ist Lewandowski mit der polnischen Karateka Anna Lewandowska (* 7. September 1988; geb. Stachurska) verheiratet, die unter anderem mit der Nationalmannschaft die Goldmedaille bei der Fudokan-Karate-WM 2013 in Prag gewann. Das Paar hat zwei Töchter (* 2017 und 2020).
Lewandowski bezeichnet seinen Vater, der 2005 einige Wochen vor dem Profidebüt an einem Schlaganfall verstarb, als seinen wichtigsten Förderer.
Im Oktober 2017 beendete Lewandowski den Bachelor-Studiengang Sport an der Sporthochschule Warschau mit Auszeichnung. Das Thema seiner Bachelorarbeit (Titel: RL 9. Der Weg zum Ruhm) war seine eigene Karriere.
Im Juli 2021 wurde bekannt, dass Amazon für seinen Streamingdienst Prime Video eine Dokumentation über Robert Lewandowski dreht. Unter dem Titel Lewandowski – Unknown erschien sie im Jahr 2023.
In der Serie Ironheart (2025) aus dem MCU ist sein Name auf einer Liste von Personen, die Transaktionen auf dem Schwarzmarkt tätigen.

### Ehrungen
Seit März 2014 ist Lewandowski UNICEF-Botschafter (Goodwill Ambassador).
2017 wurde in der polnischen Stadt Kuźnia Raciborska eine Straße nach ihm benannt.
2018 gab die polnische Post eine Briefmarke mit dem Porträt Lewandowskis heraus. Die Auflage der Briefmarke, die einen Wert von sechs Złoty aufweist, betrug fünf Millionen Stück.
Am 22. März 2021 verlieh ihm der polnische Staatspräsident Andrzej Duda im Warschauer Präsidentenpalast das Komturkreuz des Ordens Polonia Restituta. Es ist eine der höchsten zivilen Auszeichnungen des Landes.

### Vermarktung und Beratung
Der ehemalige polnische Fußballspieler Cezary Kucharski wurde Lewandowskis Berater, als dieser noch bei Znicz Pruszków spielte. Wenige Monate bevor Kucharski Lewandowski an den polnischen Erstligisten Lech Posen vermittelte, kam ein Vertragsverhältnis zwischen ihnen zustande, bei dem Lewandowski seinem künftigen Berater die Hoheit über die Vermarktungsrechte (die Kommerzialisierung seines Namens und seines Bildes) mit einer Laufzeit bis zum Jahr 2030 übertrug. Lewandowski überließ Kucharski außerdem seine kompletten Werberechte; im Gegenzug erhielt Lewandowski eine Einmalzahlung von umgerechnet ca. 14.000 Euro. Im Januar 2010 wurde die Laufzeit auf das Jahr 2020 gekürzt.
Im September 2020 verklagte Kucharski Lewandowskis Vermarktungsfirma RL Management und forderte Schadenersatz in Höhe von umgerechnet neun Millionen Euro vom Ehepaar Lewandowski. Er warf dem Beklagten und dessen Frau Anna vor, unrechtmäßig diese Millionen aus jener Firma entnommen zu haben, an der auch Kucharski über eine Minderheitsbeteiligung verfügt. Wenige Wochen später, im Oktober 2020, zeigte Robert Lewandowski seinen früheren Berater Kucharski wegen angeblicher Erpressung an. Kucharski, der Abgeordneter der rechtsliberalen Bürgerplattform gewesen war, erklärte dazu im April 2024, Lewandowski sei in den vergangenen Jahren von der Staatsanwaltschaft auf Anweisung der PiS-Regierung verschont worden.
Im November 2021 wurde der Plan bekannt, ein Video-Spiel auf den Markt zu bringen, an dessen Entwicklung Lewandowski entscheidend mitgewirkt hat. Es handle sich dabei um einen Footballmanager, der unter dem Namen Football Coach erscheinen solle.

### Politische Äußerungen
2008 wurde der damals zwanzigjährige Lewandowski von der Zeitschrift Przegląd Sportowy nach seinen politischen Präferenzen befragt: Ob er eher für die Partei PiS oder die Bürgerplattform (PO) sei. Seine Antwort lautete: PO. Seitdem hat Lewandowski sich nicht mehr zu politischen Parteien geäußert.
2021 wurde Lewandowski auf einer Pressekonferenz gefragt, ob er als Kapitän der polnischen Nationalelf eine Kapitänsbinde in Regenbogenfarben der LGBT-Bewegung tragen würde, so wie es bei der Fußballeuropameisterschaft 2021 die Mannschaftskapitäne der deutschen und der englischen Fußballnationalmannschaften, Manuel Neuer und Harry Kane, getan haben. Lewandowski antwortete: „Damit hätte ich kein Problem.“ (Nie miałbym z tym problemu.) Die nationalkatholische Zeitschrift Fronda kritisierte Lewandowski für diese Äußerung: Einerseits habe er an der Aktion „Ich schäme mich nicht für Jesus“ (Nie wstydzę się Jezusa) teilgenommen, andererseits vertrete er nun eine Position, die „dem von ihm bekundeten Glauben entgegensteht“.
Nach dem russischen Überfall auf die Ukraine im Februar 2022 unterstützte Lewandowski als Mannschaftskapitän die Entscheidung des polnischen Fußballverbandes PZPN, das anstehende Qualifikationsspiel für die Fußball-Weltmeisterschaft 2022 gegen die russische Fußballnationalmannschaft zu boykottieren. Lewandowski erklärte auf Twitter: „Ich kann mir nicht ein Spiel gegen die Nationalelf Russlands in einer Situation vorstellen, in der in der Ukraine eine bewaffnete Aggression stattfindet. Die russischen Spieler und Fans sind nicht dafür verantwortlich, aber wir können nicht so tun, als ob nichts geschähe.“

### Kritik
Das linksliberale Magazin Polityka stellte 2022 fest, dass Lewandowski das Image des „kalten Profis“ (chłodny zawodowiec) anhafte, und warf ihm vor, sich nicht bei der Nachwuchsförderung zu engagieren: Viel werde darüber berichtet, wie er „seine auf dem Spielfeld erworbenen schweren Millionen“ anlege. „Aber es gibt nicht den geringsten Hinweis darauf, dass er wenigstens einen Bruchteil seines imponierenden Vermögens einer Fußballakademie, einer Fußballschule zukommen ließe, dass er eine positive Sportinitiative unterstützte. Wenn er an gesellschaftlichen Kampagnen teilnahm, so nur sporadisch und als Star, den man anmieten kann.”
Der Spiegel nannte Lewandowski „geschäftstüchtig“ und zitierte in einem Porträt über den Fußballer einen Funktionär von Borussia Dortmund: „Die einzige Wertschätzung, die Robert kennt, ist Geld.“
Die Sportzeitung Przegląd Sportowy stellte 2023 fest, dass das polnische Publikum seines Konterfeis überdrüssig sei, da er in der Werbung permanent präsent sei, „von Shampoo bis Fahrrädern“. Die Zeitung wies darauf hin, dass Lewandowski sich selbst durch diese Allgegenwart schade, zumal er als Kapitän der Nationalmannschaft auch für deren Misserfolge mitverantwortlich gemacht werde. Er gebe sich in der jungen Generation „der Lächerlichkeit“ preis, wie die Tatsache belege, dass er längst zum Gegenstand von Memes geworden sei.
Angesichts der anhaltenden schwachen Leistungen der Nationalmannschaft wurde Lewandowski 2023 zunehmend vorgeworfen, als deren Kapitän ungeeignet zu sein. Er sei nicht in der Lage, die Mitspieler anzuspornen oder gar mitzureißen. Das Magazin Polityka zitierte ehemalige Nationalspieler, darunter Michał Żewłakow, die Lewandowski vorwarfen, nicht den „Erfolg der Mannschaft“, sondern „eigenes Interesse“ im Sinn zu haben. Radosław Kałużny äußerte, Lewandowski sei als Kapitän eine Fehlbesetzung, er sei nicht in der Lage, emotional positive Kontakte zu Mitspielern aufzubauen, er sei ausgesprochen unbeliebt im Nationalkader. Namentlich junge Nationalspieler beklagten sich, er behandle sie überaus herablassend, für Misserfolge der Nationalmannschaft mache er die „minderbegabten“ Mitspieler verantwortlich.
2024 berichteten polnische Medien, dass Lewandowski drei Jahre zuvor an einer privaten Hochschule in Lodz ein Diplom im Fach Pädagogik erworben hat, ohne Lehrveranstaltungen besucht zu haben. Eine Professorin, die als Prüferin angegeben war, erklärte, sie habe Lewandowski nie getroffen.